# Cassephyra nacarada
Cassephyra nacarada är en fjärilsart som beskrevs av Paul Dognin 1896. Cassephyra nacarada ingår i släktet Cassephyra och familjen mätare. Inga underarter finns listade i Catalogue of Life.